# 300
300 (CCC) fue un año bisiesto comenzado en lunes del calendario juliano, en vigor en aquella fecha.
En el Imperio romano el año fue nombrado como el del consulado de Constantino y Valerio o, menos comúnmente, como el 1053 Ab urbe condita, siendo su denominación como 300 posterior, de la Edad Media, al establecerse el Anno Domini.
Es el año 300 de la era común, del anno Domini y del primer milenio, el centésimo y último año del siglo III y el primero de la década de los 300.

## Acontecimientos
- Desarrollo de la civilización maya en Naxactum (actual Belice).
- Fecha aproximada de la invención de la brújula para la navegación marítima en China.
- Comienza el periodo Kofun en Japón (hasta el 710).
- Primera producción de acero wootz en el norte de la India.
- En Hispania se establecen seis provincias: Bética, Lusitania, Tarraconensis, Carthaginensis, Gallaecia y Mauretania Tingitana (esta última adscrita a la diócesis de Hispania por motivos defensivos, aunque ocupaba el norte de África).
- Los mochicas inician la construcción de Huaca Dos Cabezas.
- Hasta el año 313, se celebra el Concilio de Elvira (en Granada, Hispania) para alejar a los primeros cristianos de las comunidades judías.
- Los francos empiezan a invadir Batavia (en el norte de la actual Bélgica).
- En Dalmacia se construye el palacio del emperador Diocleciano en Spoletum (actual Split, Croacia).
- En Palmira (Siria) se construye el Muro de Diocleciano.
- Tiridates III convierte su reino de Armenia en el primer Estado que adopta el cristianismo como religión oficial.
- Los artistas cristianos adoptan como representación de los ángeles la imagen de Eros niño.
- Comienza la última persecución cristiana (hacia 303) bajo el emperador Diocleciano.
- Se construye un complejo de templo y mausoleo romano-celta en Lullingstone (Inglaterra) y también en Anderitum (Pevensey, East Sussex).
- Debido a la caza deportiva de los romanos, se extinguen cerca de esta fecha los elefantes del norte de África.
- Debido a la caza deportiva de los romanos, se extinguen los asnos salvajes de Argelia (Ásinus Atlánticus). Los últimos rastros aparecen en murales de este año en la aldea romana de Bona (Argelia).
- Cerca de esta fecha se extinguen los leones de Armenia.
- Se escribe el Pañcha Tantra, una recopilación de las fábulas y cuentos de hadas en sánscrito.
- Pedro de Alejandría se convierte en patriarca de Alejandría.
- Fecha posible de escritura del Códex Vaticanus y el Códex Sinaíticus, manuscritos de la Biblia escritos en griego.
- Expansión de la cultura Chibcha o Muisca en Colombia.
- El religioso egipcio san Antonio, después de ceder todos sus bienes a los pobres, se retira con muchos de sus discípulos al desierto, fundando así la forma de vida monástica.[1]
- Zósimo de Tebas, que había realizado experimentos con el ácido sulfúrico y el mercurio, reúne en un tratado los principios básicos de la alquimia.[1]
- En China es inventado el estribo de metal, que facilita la cabalgata y da mayor abrigo al pie en las épocas de frío.[1]
- En las costas del norte del Perú está en pleno desarrollo la cultura mochica. Realizaron obras de ingeniería hidráulica para la irrigación agrícola, levantaron inmensas plataformas piramidales, dominaron la metalurgia, el tejido y, sobre todo, la cerámica, de la que se conservan excelentes piezas de carácter narrativo.[1]

## Nacimientos
- Eudoxio de Antioquía, patriarca de Constantinopla entre el 360 y el 370 (antes fue obispo de Germánica y Antioquía).
- Macario el Egipcio, discípulo de san Antonio el Grande, vivió 60 años como un ermitaño en el desierto.
- Hilario de Poitiers (300-367) obispo cristiano que luchó contra el arrianismo.
- Asanga o Arya Sanga (en Gandhara, India), fundador del yogachara del budismo mahāyāna.

## Fallecimientos
- 28 de diciembre: Theonas de Alejandría, patriarca de Alejandría
- Esporo de Nicea, matemático y astrónomo griego (fecha aproximada)